# Generalarzt (Bundeswehr)
Generalarzt (dobesedno nemško Generalzdravnik; okrajšava: GenArzt; kratica: GA) je specialistični generalski čin za sanitetne častnike zdravniške oz. zobozdravniške izobrazbe v Heeru in Luftwaffe. Sanitetni častniki farmacije nosijo čin Generalapothekerja (Heer/Luftwaffe) oz. Admiralapothekerja (Bundesmarine); čin je enakovreden činu brigadnega generala (Heer in Luftwaffe) in činu Admiralarzta/admirala flotilje (Marine).
Nadrejen je činu Oberstarzta in podrejen činu Generalstabsarzta. V sklopu Natovega STANAG 2116 spada v razred OF-6, medtem ko v zveznem plačilnem sistemu sodi v razred B6.
Čin je neposredno z naslednjimi vodstvenimi položaji: poveljnik Sanitetne akademije, poveljnik enega od štirih sanitetnih poveljstev, glavni zdravnik ene od dveh bolnišnic Bundeswehra, vodja štabnega oddelka v obrambnem ministrstvu, inšpektor zobne medicine Bundeswehra (Inspizient Zahnmedizin), inšpektor obrambne farmacije Bundeswehra (Inspizient Wehrpharmazie) in  inšpektor veterinarske medicine Bundeswehra (Inspizient Veterinärmedizin).

## Oznaka čina
Oznaka čina je enaka oznaki čina ja (), pri čemer imajo na vrh oznake dodane še oznake specializacije:
- zdravniki: Eskulapova palica (dvakrat ovita kača okoli palice);
- zobozdravnik: Eskulapova palica (enkrat ovita časa okoli palice).

Oznaka čina sanitetnega častnika Luftwaffe ima na dnu oznake še stiliziran par kril.

## Zgodovina
Leta 1994 je bila v ta čin (in hkrati v generalski čin) kot prva ženska povišana Verena von Weymarn. Leta 2006 je bila v ta čin povišana druga ženska, Erika Franke, ki je bila tudi kot prva oseba iz novih zveznih dežel povišana v generalski čin Bundeswehra.